# Гаврилов, Николай Васильевич (хоккеист)
Николай Васильевич Гаврилов (род. 1937) — советский хоккеист, нападающий.

## Биография
Всю карьеру провёл в ленинградских командах ЛИИЖТ (1956/57), «Авангард» / «Кировец» (1957/58 — 1961/62), «Спартак» (1962/63 — 1964/65), «Динамо» (1965/66 — 1967/68). В классе «А» сыграл шесть сезонов (1957/58 — 1962/63).